# RIAS Berlin Kommission
Die RIAS Berlin Kommission ist eine zwischenstaatliche Organisation zur Förderung der deutsch-amerikanischen Verständigung im Rundfunkwesen.

## Geschichte
Die RIAS Berlin Kommission ist aus der Unterzeichnung des Abkommens über die Förderung der deutsch-amerikanischen Völkerverständigung und die Durchführung von Austauschprogrammen für Rundfunkfachleute hervorgegangen. Dieses Abkommen ist vom damaligen amerikanischen Botschafter Robert M. Kimmitt und dem ehemaligen Bundesinnenminister der Bundesrepublik Deutschland, Rudolf Seiters, am 19. Mai 1992 unterzeichnet worden. Der Name der Kommission leitet sich vom ehemaligen West-Berliner Sender RIAS ab. Der RIAS wurde nach dem Zweiten Weltkrieg von der US-amerikanischen Militärverwaltung gegründet und strahlte von 1946 bis 1993 zwei Hörfunkprogramme aus.

## Konstituierung
Nach der Gründung im Mai 1992 trat die Kommission am 7. Dezember 1992 zum ersten Mal im Rathaus Schöneberg zusammen. Zur ersten Vorsitzenden der RIAS Berlin Kommission wurde Cynthia Miller gewählt, der ein Jahr später Hildegard Boucsein nachfolgte. Das Abkommen sieht vor, dass der deutsche Bundesinnenminister und der Leiter der diplomatischen Mission der Vereinigten Staaten Ehrenvorsitzende der Kommission sind.
Am 1. August 1993 eröffnete die Kommission ihre Arbeitsräume im RIAS-Funkhaus am Hans-Rosenthal-Platz im Berliner Ortsteil Schöneberg, gleichzeitig wurde Rainer Hasters zum Verwaltungsdirektor bestellt. Durch mehrere Kommissionstreffen am 2. März 1993 und am 20. September 1993 in Berlin wurde das erste Jahresprogramm der RIAS Berlin Kommission erarbeitet. Am 24. Oktober 1993 schließlich begann man mit der Aufnahme des ersten Austauschprogramms, sodass acht Jungjournalisten aus Leipzig, Halle, Dresden und Berlin innerhalb des Auslandsprogramms in die Vereinigten Staaten fliegen konnten. Man spricht hierbei auch vom Beginn der transatlantischen Brücke im Rundfunkwesen, den die Kommission damit einleitete.

## Aufgabenbereich
Die RIAS Berlin Kommission nimmt ihre Aufgaben im Sinne des geschlossenen Abkommens im Rahmen des Austauschs von Personen und Informationen im Bereich des Rundfunkjournalismus zwischen beiden Ländern wahr. Unter anderem gehört dazu, dass die Kommission mehrmals jährlich zwei- bis vierwöchige Informationsprogramme für in den Vereinigten Staaten weilende deutsche Rundfunkjournalisten durchführt. Mit einer Gesamtzahl von bis zu 50 Programmplätzen werden die transatlantischen Austauschprogramme durchgeführt. Zudem werden den Teilnehmern Seminare, Konferenzen und Fellowtreffen, beispielsweise mit ehemaligen Teilnehmern, ermöglicht. Sinn und Zweck dieser Produktionen ist es, die Förderung von Hörfunk- und Fernsehproduktionen, die zum gegenseitigen Verständnis zwischen den Völkern der Bundesrepublik Deutschland und den Vereinigten Staaten beitragen, zu würdigen.
Neben diesen Veranstaltungen gibt es noch eine jährliche Vergabe von Radio- und Fernsehpreisen für deutsche und amerikanische Hörfunk- und Fernsehproduktionen und diese ergänzende Internetbeiträge, die in besonderem Maße zur Völkerverständigung zwischen der Bundesrepublik Deutschland und den Vereinigten Staaten beitrugen. Aus Mitteln der Kommission bereits geförderte Beiträge werden hier jedoch nicht nochmals geehrt.
Zur Aufgabe der RIAS Berlin Kommission gehört zudem die Herausgabe von Geschäftsberichten und sonstigen Informationsmaterialien.

## Abkommenauszug
„Die Regierung der Bundesrepublik Deutschland und die Regierung der Vereinigten Staaten von Amerika
- in Anerkennung der Leistungen von RIAS Berlin in den vergangenen 45 Jahren als eine der Wahrheit und Demokratie verpflichtete transatlantische Brücke und ihres Symbolgehalts als herausragendes Beispiel deutsch-amerikanischer Zusammenarbeit,
- von dem Wunsch geleitet, das journalistische Erbe und die transatlantische Tradition dieser angesehenen und erfolgreichen Institution zu erhalten und an neue Generationen von Journalisten weiterzugeben,
- in der Erwartung, die Völkerverständigung zwischen der Bundesrepublik Deutschland und den Vereinigten Staaten von Amerika durch einen erweiterten Austausch von Rundfunkjournalisten und Rundfunkfachleuten sowie durch die Förderung und Auszeichnung von Rundfunkproduktionen und anderen journalistischen Leistungen zu fördern und zu vertiefen, sind übereingekommen, eine Kommission mit dem Namen RIAS BERLIN KOMMISSION zu errichten, die ihren Sitz in Berlin hat. Die Kommission wird von der Regierung der Bundesrepublik Deutschland und der Regierung der Vereinigten Staaten von Amerika als zwischenstaatliche Organisation anerkannt.

Die Kommission nimmt insbesondere folgende Aufgaben wahr:
- Die Förderung des Austauschs von Personen und Informationen im Bereich Rundfunkjournalismus zwischen der Bundesrepublik Deutschland und den Vereinigten Staaten von Amerika;
- die Förderung von Hörfunk- und Fernsehproduktionen, die zum gegenseitigen Verständnis zwischen den Völkern der Bundesrepublik Deutschland und den Vereinigten Staaten von Amerika beitragen;
- die Gewährung von Zuwendungen für die gelegentliche transatlantische Übertragung von Rundfunkproduktionen, die dieses gegenseitige Verständnis in herausragender Weise fördern, soweit dies im Rahmen der gesetzlichen Bestimmungen möglich ist;
- die jährliche Vergabe einer Auszeichnung für je eine Hörfunk- und Fernsehproduktion, die in besonderem Maße zur Völkerverständigung zwischen der Bundesrepublik Deutschland und den Vereinigten Staaten von Amerika beigetragen haben, und die nicht bereits mit Mitteln der Kommission gefördert worden sind.

Bei der Durchführung dieser Zwecke schenkt die Kommission jenen Produktionen und Maßnahmen besonderes Augenmerk, die in der Tradition des RIAS den besonderen Bedingungen und Erfordernissen der Länder Rechnung tragen, die ehemals die Deutsche Demokratische Republik bildeten.“

## Organisation
Die Kommission besteht aus zehn Mitgliedern, von denen fünf Staatsbürger der Bundesrepublik Deutschland und fünf amerikanische Staatsbürger sind. Darüber hinaus sind der Staatsminister und Beauftragte der Bundesregierung für Kultur und Medien sowie der Leiter der diplomatischen Mission der Vereinigten Staaten von Amerika Ehrenvorsitzende der Kommission.